# 헬리포트

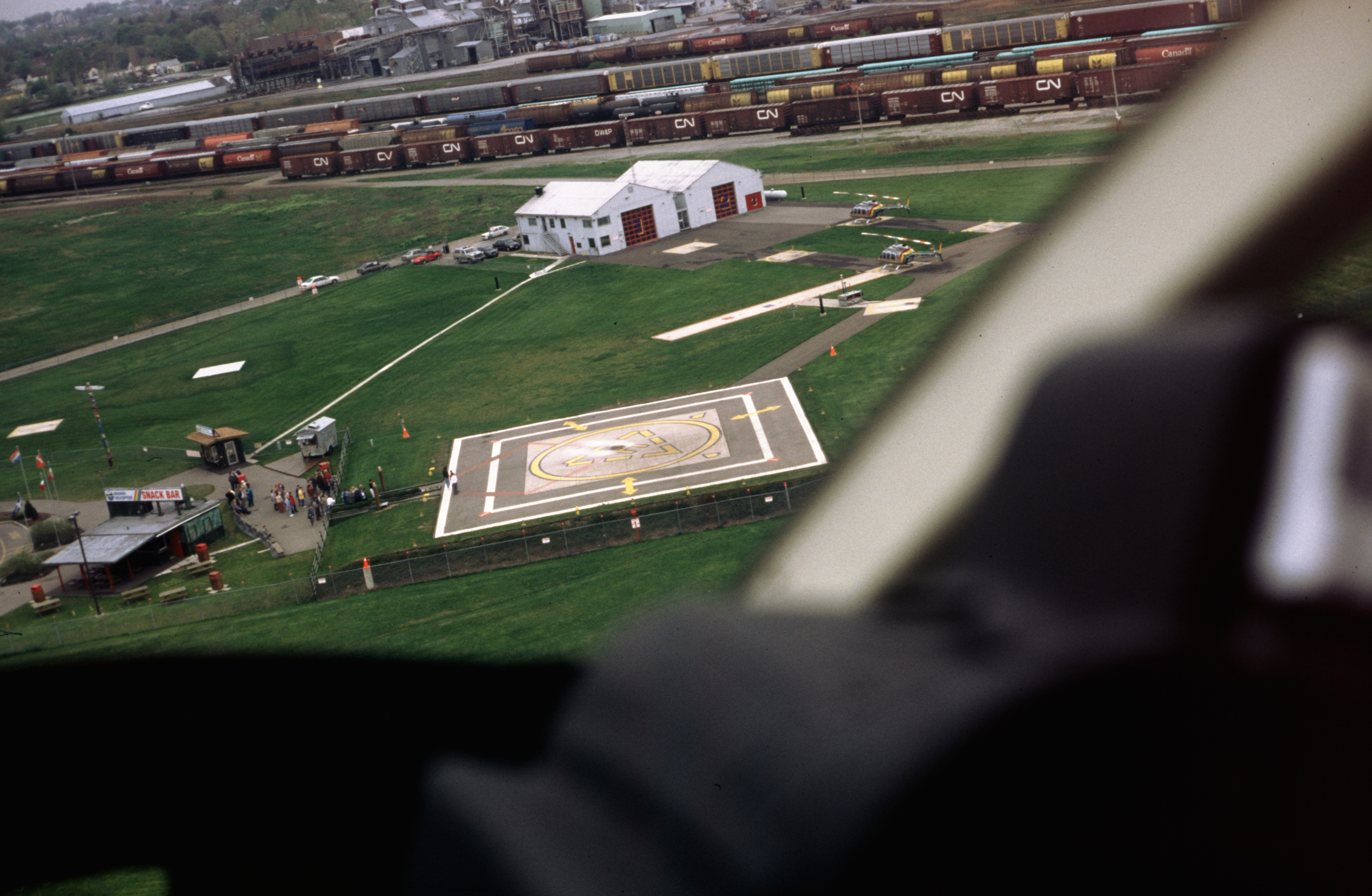
나이아가라 폭포의 헬리포트

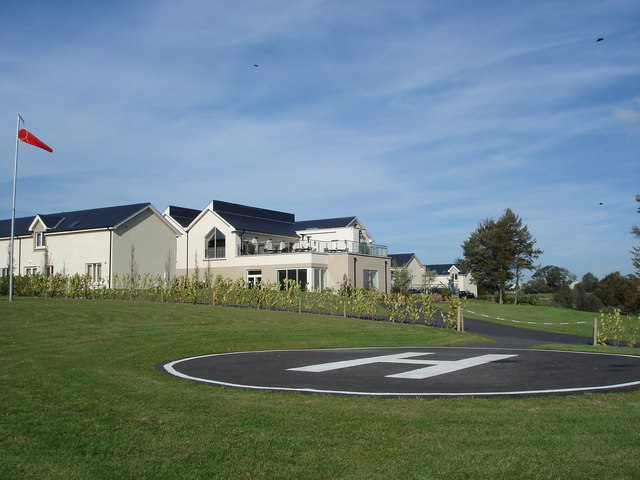
영국의 헬리패드

헬리포트(영어: heliport, helidrome, rotor station)는 헬리콥터 전용 비행장이다. 또한 그 헬리콥터가 이·착륙하는 장소만을 가리키는 경우에는 헬리패드(helipad)라고 한다.
일반적으로 헬리포트는 헬리패드를 포함하는 헬리콥터 이착륙 비행시설 뿐만 아니라 인적, 물적 자원의 안전한 이동경로를 고려하는 특히 인명과 관련하여 추가적인 연관 관련시설의 규격을 만족하는 헬리콥터 전용 비행장을 아울러 지칭하는데 사용될 수 있다.
한편 헬리패드는 헬리콥터 또는 드론 등의 이착륙을 위한 비행장 기준 또는 그 기준을 만족하는 비행장만을 지칭하는데 사용된다. (예: 도쿄 헬리포트 등)

## 같이 보기
- 드론 전용 비행시험장
- 활주로

## 참고
- {근거조항 건축법 시행령 제40조 - 건축물의 피난ㆍ방화구조 등의 기준에 관한 규칙 제13조(헬리포트 및 구조공간 설치 기준)}http://law.go.kr/LSW//lumLsLinkPop.do?lspttninfSeq=105497&chrClsCd=010202
- 건축법 시행령 - 옥상, 헬리포터